# Otello Buscherini
Otello Buscherini (Forlì, 19 de enero de 1949 - Scarperia, 16 de mayo de 1976) fue un piloto de motociclismo italiano, que compitió en el Campeonato del Mundo de Motociclismo entre 1970 hasta su muerte en 1976. Su mejor año fue en 1974 cuando acabó cuarto en la clasificación general de 125 c.c.

## Biografía
Buscherini hace su debut como piloto privado muy joven el 27 de marzo de 1966, durante la Temporada Romagnola en el circuito de Riccione, una carrera válida para la categoría de 60 c.c. del Campeonato Velocidad italiana, con una Benelli 60 Super Privat. La moto no era muy competitiva, pero su talento innato para conducir es notado inmediatamente por Francesco Villa quien le confía la Mondial-Villa 60 Beccaccino, equipado con el motor diseñado por el técnico alemán Peter Dürr. Al final de la temporada, es contratado por Minarelli, terminando en segundo lugar del Campeonato. La siguiente temporada la corre exclusivamente en Minarelli, acabando en el podio siempre detrás de su compañero de marca, Paolo Sottili.
El punto de inflexión de su carrera deportiva estuvo marcado por su fichaje por Malanca, donde forma una fuerte amistad con el hijo del propietario,  y se convierte en el piloto simbólico de la pequeña casa Bolonia quien, después de su prematura muerte, decidirá retirarse de las competiciones.
Debuta en el 1970 al Gran Premio de Alemania corriendo en las dos categorías menores, 50cc y 125cc. Su mayores éxitos fueron conseguidops con Malanca (con dos victorias en 125) y Yamaha (con una victoria en 350).
Además de las competiciones oficiales del campeonato mundial, Buscherini compitió en los campeonatos nacionales, ganando varios Campeonatos italianos de velocidad y participó en varias otras competiciones históricas de la época, como la Temporada Romagnola.
Buscherini falleció en un accidente de carrera en el Circuito del Mugello durante la carrera de 250 cc de la Gran Premio de las Naciones, Gran Premio en el que también falleció otro piloto italianoː Paolo Tordi.
Para celebrar su memoria, además de una asociación fundada en 2003, el municipio de Forlì fundó el "Club Deportivo Municipal Otello Buscherini".

## Resultados en el Campeonato del Mundo
Sistema de puntuación desde 1969 hasta 1987:
| Posición | 1.º | 2.º | 3.º | 4.º | 5.º | 6.º | 7.º | 8.º | 9.º | 10.º |
| Puntos   | 15  | 12  | 10  | 8   | 6   | 5   | 4   | 3   | 2   | 1    |

### Carreras por año
(Carreras en Negrita indica pole position, Carreras en cursiva indica vuelta rápida)
| Año  | Clase | Equipo        | 1       | 2       | 3           | 4       | 5       | 6       | 7       | 8       | 9     | 10    | 11      | 12    | 13      | Pts. | Pos. |
| ---- | ----- | ------------- | ------- | ------- | ----------- | ------- | ------- | ------- | ------- | ------- | ----- | ----- | ------- | ----- | ------- | ---- | ---- |
| 1970 | 50cc  | Honda y Itom  | GER 6   | FRA Ret | YUG -       |         | NED Ret | BEL -   | DDR -   |         | FIN - | ULS - | NAT -   | ESP - |         | 5    | 18.º |
| 1970 | 125cc | Villa         | GER 6   | FRA Ret | YUG Ret     | IOM -   | NED -   | BEL -   | DDR -   | CZE -   | FIN - |       | NAT -   | ESP - |         | 6    | 25.º |
| 1971 | 50cc  | Villa         | AUT -   | GER 13  |             | NED DNQ | BEL -   | DDR -   | CZE -   | SWE -   |       |       | NAT -   | ESP - |         | 0    | -    |
| 1971 | 125cc | Villa         | AUT 12  | GER -   | IOM -       | NED -   | BEL -   | DDR -   | CZE -   | SWE -   | FIN - |       | NAT -   | ESP 6 |         | 5    | 22.º |
| 1972 | 50cc  | Malanca       | GER -   | FRA 4   |             |         |         | YUG 3   | NED Ret | BEL Ret | DDR 3 |       | SWE -   |       | ESP 7   | 32   | 5.º  |
| 1972 | 125cc | Malanca       | GER -   | FRA -   | AUT -       | NAT -   | IOM -   | YUG -   | NED -   | BEL -   | DDR - | CZE - | SWE -   | FIN - | ESP Ret | 0    | -    |
| 1973 | 50cc  | Malanca       |         |         | GER Ret     | NAT -   | IOM -   | YUG -   | NED -   | BEL -   |       | SWE - |         | ESP - |         | 0    | -    |
| 1973 | 125cc | Malanca       | FRA 6   | AUT 4   | GER -       | NAT Ret | IOM -   | YUG Ret | NED Ret | BEL -   | CZE 1 | SWE 4 | FIN 1   | ESP - |         | 51   | 6.º  |
| 1974 | 50cc  | Malanca       | FRA 3   | GER DNS |             | NAT 3   |         | NED -   | BEL -   | SWE 5   | FIN - | CZE - | YUG -   | ESP - |         | 26   | 8.º  |
| 1974 | 125cc | Malanca       | FRA 3   | GER DNS |             | NAT 3   |         | NED 2   | BEL 5   | SWE Ret |       | CZE 3 | YUG DSQ | ESP 2 |         | 60   | 4.º  |
| 1975 | 125cc | Malanca       | FRA -   | ESP -   | AUT -       | GER Ret | NAT Ret |         | NED 6   | BEL -   | SWE - |       | CZE -   | YUG - |         | 5    | 17.º |
| 1975 | 250cc | Yamaha        | FRA DNQ | ESP -   |             | GER -   | NAT -   | IOM -   | NED -   | BEL -   | SWE 2 | FIN 3 | CZE 2   | YUG 5 |         | 40   | 7.º  |
| 1975 | 350cc | Bimota Yamaha | FRA -   | ESP -   | AUT -       | GER -   | NAT -   | IOM -   | NED -   |         |       | FIN - | CZE 1   | YUG 2 |         | 27   | 8.º  |
| 1976 | 125cc | Malanca       |         | AUT 3   | NAT Ret     | YUG -   |         | NED -   | BEL -   | SWE -   | FIN - |       | GER -   | ESP - |         | 10   | 14.º |
| 1976 | 250cc | Yamaha        | FRA Ret |         | NAT Ret (†) | YUG -   |         | NED -   | BEL -   | SWE -   | FIN - |       | GER -   | ESP - |         | 0    | -    |